# Die Bassariden
Die Bassariden (títol en alemany, en català Les bacants, en anglès, The Bassarids) és una òpera seriosa amb intermedi en un acte i quatre moviments amb música de Hans Werner Henze i llibret en anglès de WH Auden i Chester Kallman, basat en Les bacants d'Eurípides. Es va estrenar el 6 d'agost de 1966 a la Großes Festspielhaus com a part del programa del Festival de Salzburg.
Die Bassariden ens introdueix en les llegendes de l'antiga Grècia i, més concretament, en la lluita entre Dionís i Penteu. El conflicte a l'òpera es dona entre la racionalitat humana i el control emocional, representat pel rei de Tebes, Penteu, i la passió humana desbocada temptant els tebans amb il·limitats plaers sensuals en la muntanya Citeró, representada pel déu Dionís.

## Representacions
Va ser estrenada en una traducció alemanya de Maria Basse-Sporleder al Festival de Salzburg el 6 d'agost de 1966.
La primera representació usant el text anglès original, que alhora era l'estrena als Estats Units, es va produir a l'Òpera de Santa Fe el 7 d'agost de 1968, amb el compositor dirigint. L'òpera es va representar també a Londres el 22 de setembre de 1968, i va ser reposada per l'Òpera Nacional Anglesa l'octubre de 1974, amb el compositor dirigint.

## Personatges
| personatge                                                            | tessitura    | Elenc de l'estrena, 6 agost 1966 (Director: Christoph von Dohnányi) |
| --------------------------------------------------------------------- | ------------ | ------------------------------------------------------------------- |
| Dionís, veu i estranger                                               | tenor        | Loren Driscoll                                                      |
| Tirèsias, un vell profeta cec                                         | tenor        | Helmuth Melchert                                                    |
| Cadmo, fundador i anterior rei de Tebes                               | sota         | Peter Lagger                                                        |
| Agave, la seva filla, mare de Penteu                                  | mezzosoprano | Kerstin Meyer                                                       |
| Beroe, una vella esclava, en el passat institutriu de Sèmele i Penteu | contralt     | Vera Little                                                         |
| Capità de la Guàrdia Reial                                            | baríton      | William Dooley                                                      |
| Penteu, rei de Tebas                                                  | baríton      | Kostas Paskalis                                                     |
| Autònoe, filla de Cadmo                                               | soprano      | Ingeborg Hallstein                                                  |
| Una esclava femenina a la casa de Agave                               | paper mut    |                                                                     |
| La seva filla                                                         | paper mut    |                                                                     |
| Cor de bacants, ciutadans de Tebes, guàrdies, servents                |              |                                                                     |

## Argument
S'ambienta a l'antiga Tebes. Abans de l'òpera, Dionís ha afirmat que pretén venjar-se d'Agave i les dones de Tebes perquè han negat la seva divinitat.
Al començament de l'òpera, Cadmo, rei de Tebes, ha abdicat del tron en favor de Penteu. Aquest ha conegut el culte de Dionís, que implica una gresca salvatge i irracional. Penteu planteja prohibir el culte de la seva ciutat. Arriba un estranger a la ciutat i sedueix als ciutadans en una celebració cada vegada més frenètica dedicada al déu Dionís. A causa que Penteu és inconscient dels seus propis impulsos "dionisíacs", irracionals, o intenta reprimir-los, Dionís pot entrar en Penteu i ficar-se en la seva naturalesa fins al punt que Penteu es disfressa de dona, i se'n va a la muntanya Citeró, on regna la gresca. Al llarg dels esdeveniments, l'encantament sobre els ciutadans s'estén a Agave, la mare de Penteu, i Autònoe, la germana de Penteu. Maten Penteu i el parteixen en trossos, i això arruïna la ciutat. Sense adonar-se'n, Agave porta el cap tallat del seu fill en braços. L'estranger revela que és el mateix Dionís.

## Enregistraments
- Gerd Albrecht, director; Kenneth Riegel, Andreas Schmidt, Michael Burt, Robert Tear, Karan Armstrong, Ortrun Wenkel, William B. Murray, Celina Lindsey; Orquestra Simfònica de la Ràdio de Berlín; 1986, Koch Schwann International (314-006)[5]
- Christoph von Dohnányi, director; Loren Driscoll, Kostas Paskalis, Peter Lagger, Helmut Melchert, William Dooley, Kerstin Meyer, Ingeborg Hallstein, Vera Little; Cor de l'Òpera Estatal de Viena; Filharmònica de Viena; 2003, ORFEOInternational (C 605.032 I)